# Tina Hermann
Tina Hermann   (Ehringshausen, 5 de març de 1992) és una esportista alemanya que competeix en skeleton, guanyadora de nou medalles als Campionats del Món de Bobsleigh i Skeleton i tres medalles al Campionats d'Europa d'Skeleton.
Va participar en els Jocs Olímpics d'Hivern de 2018 de Pyeongchang (Corea del Sud), on va finalitzar en cinquena posició.

## Palmarès internacional
| Campionat del Món  | Campionat del Món | Campionat del Món | Campionat del Món |
| Any                | Lloc              | Medalla           | Prova             |
| ------------------ | ----------------- | ----------------- | ----------------- |
| 2015               | Winterberg        | 1                 | Equip mixt        |
| 2016               | Igls              | 1                 | Individual        |
| 2016               | Igls              | 1                 | Equip mixt        |
| 2017               | Königssee         | 2                 | Individual        |
| 2017               | Königssee         | 2                 | Equip mixt        |
| 2019               | Whistler          | 1                 | Individual        |
| 2020               | Alternberg        | 1                 | Individual        |
| 2021               | Alternberg        | 1                 | Individual        |
| 2021               | Alternberg        | 1                 | Equip mixt        |
| Campionat d'Europa |                   |                   |                   |
| Any                | Lloc              | Medalla           | Prova             |
| 2016               | Sankt Moritz      | 2                 | Individual        |
| 2017               | Winterberg        | 3                 | Individual        |
| 2021               | Winterberg        | 2                 | Individual        |